# نیک بگیچ
نیکلاس جوزف بگیچ سنیور (.Nicholas Joseph Begich Sr)‏ (زادهٔ ۶ آوریل ۱۹۳۲ – ناپدید شده در ۱۶ اکتبر ۱۹۷۲)، سیاستمدار اهل ایالات متحده بود که به عنوان نماینده آلاسکا در مجلس نمایندگان ایالات متحده خدمت کرد. باور براین است که وی در اثر سقوط یک هواگرد سبک در آلاسکا در ۱۹۷۲ میلادی فوت کرده‌است؛ اما جسد وی هرگز یافت نگردید. وی عضو حزب دموکرات بود.

## اوایل زندگی و تحصیلات
بگیچ در ایولت، مینه‌سوتا متولد و بزرگ شد. پدر وی جان بگیچ (né Begić) در پودلاباچا، یودبینا، کرواسی بدنیا آمده بود و مادرش آنا (نام تولد: مارتینیچ) نیز اصالت کروات داشت. وی مدرک BA خود را در ۱۹۵۲ میلادی از دانشگاه ایالتی سنت کلاود و مدرک MA خود را در ۱۹۵۴ میلادی از دانشگاه مینه‌سوتا کسب کرد. وی دوره‌های دکترای خود را در دانشگاه کلرادو بولدر و دانشگاه داکوتای شمالی ادامه داد.

## حرفه
بگیچ پیش از اینکه به عنوان سرپرست مدارس در فورت ریچاردسون گماشته شود، به عنوان مشاور تحصیلی در مدارس انکوریج و بعدتر به عنوان رئیس پرسنل دانشجویان در نظام مدارس انکوریج کار کرد. بگیچ در ۱۹۶۲ میلادی به عنوان عضو مجلس سنای آلاسکا انتخاب گردید و برای هشت سال در آنجا خدمت کرد. در این جریان، وی برای مدتی به تدریس علوم سیاسی در دانشگاه آلاسکا در انکوریج نیز می‌پرداخت.
بگیچ در انتخابات ۱۹۶۸ میلادی برای به دست آوردن تنها کرسی آلاسکا در مجلس نمایندگان ایالات متحده خود را نامزد کرد اما در مقابل متصدی جمهوری‌خواه هوارد پولوک باخت.
در ۱۹۷۰ میلادی، بگیچ بار دیگر برای به دست آوردن این سمت وارد رقابت شد و این بار توانست با موفقیت بانکدار و جمهوری‌خواه فرانک مرکاوسکی را شکست دهد، کسی که بعدتر به عنوان سناتور ایالات متحده و سپس فرماندار آلاسکا خدمت کرد. در انتخابات ۱۹۷۲، وی با سناتور ایالتی جمهوری‌خواه دان یانگ مقابل شد.
بگیچ، پس از مرگ خود، در انتخابات ۱۹۷۲ با دریافت ۵۶٪ آرا در مقابل دان یانگ که ۴۴٪ رأی دریافت کرده بود پیروز شد. با این حال، زمانی که بگیچ متوفی اعلام شد، یک انتخابات ویژه برگزار گردید. یانگ در این انتخابات برنده شده و تا زمان مرگ خود در ۱۸ مارس ۲۰۲۲ در این سمت خدمت کرد.

## ناپدید شدن

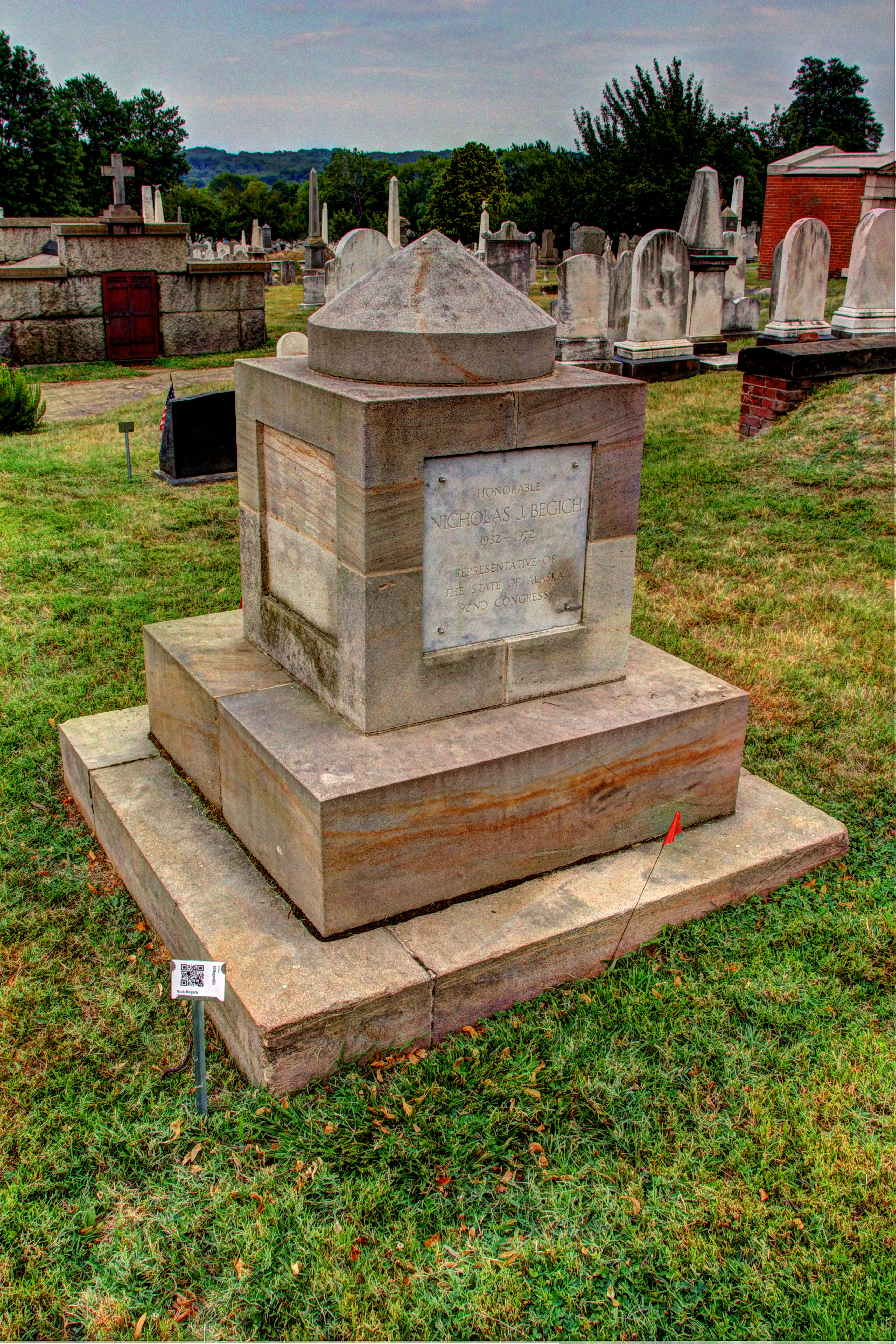
مقبره یادبود نیک بگیچ

در ۱۶ اکتبر ۱۹۷۲، بگیچ و رهبر اکثریت مجلس هیل باگز اهل لوئیزیانا، دو تن از چهار سرنشین هواگرد دو-موتوره سسنا ۳۱۰ بودند، هواگردی که هنگام پرواز از انکوریج به جونو ناپدید شد. دو سرنشین دیگر این هواگرد، دستیار بگیچ رسیل براون و خلبان دان جونز بودند. این چهار نفر عازم یک کمپین جذب و جمع‌آوری کمک مالی برای بگیچ بودند.
در یک عملیات جستجوی بسیار بزرگ، هواگردهای گارد ساحلی ایالات متحده، نیروی دریایی، نیروی زمینی، نیروی هوایی، گشت غیرنظامی هوایی و غیرنظامیان طی یک عملیات جستجو و نجات برای جستجوی این چهار فرد و هواگرد ناپدید شده سسنا ۳۱۰ اعزام گردیدند. پس از ۳۹ روز جستجو، جستجوی هوایی در ۲۴ نوامبر ۱۹۷۲ متوقف گردید. نه هواگرد و نه چهار سرنشین آن هرگز پیدا نشد. تمامی سرنشینان در ۲۹ دسامبر ۱۹۷۲ متوفی اعلام شدند.
طبق قوانین ایالتی آلاسکا بخش ۰۲٫۳۵٫۱۱۵ وسایل فرستنده هواگرد سقوط کرده که در ۶ سپتامبر ۱۹۷۲،‏ پنج هفته قبل از ناپدید شدن این هواگرد اجرایی شد، هواگرد سسنا ملزم بود تا موقعیت‌یاب اضطراری (ELT) را با خود حمل نماید. قانون آلاسکا مقررات هوانوردی فدرال ۹۱٫۵۲ که در ۲۱ سپتامبر ۱۹۷۱ به نشر رسیده و حمل موقعیت‌یاب اضطراری را برای این چنین هواگردها الزامی می‌نمود، مبنی قانونی ایالتی قرار داده بود، اما تاریخ اجرایی شدن این قانون برای هواپیماهای موجود ۳۰ دسامبر ۱۹۷۳ مشخص شده بود.
هیچ سیگنال موقعیت‌یاب که به‌طور مشخص مربوط به این هواپیما باشد در جریان جستجو شنیده نشد. هیئت ملی ایمنی ترابری (NTSB) در گزارش خود مرتبط با این رویداد اظهار داشت که موقعیت‌یاب اضطراری سیار خلبان که می‌تواند بجای موقعیت‌یاب اضطراری ثابت هواپیما استفاده گردد، در یک هواپیما در فربنکس، آلاسکا یافت شد. این گزارش همچنین اشاره می‌نماید که یک شاهد عینی یک شی شناخته‌نشده را در کیف دستی خلبان دیده‌است که به استثنای رنگ، کاملاً شبیه یک موقعیت‌یاب اضطراری سیار بوده‌است. هیئت ملی ایمنی ترابری نتیجه‌گیری نمود که نه خلبان و نه هم هواپیما موقعیت‌یاب اضطراری نداشتند.
در ۱۹۷۲ میلادی، بلندترین ساختمان در ویتیر، آلاسکا برای گرامی‌داشت از نیک بگیچ بنام بگیچ تاورز تغییر نام داده شد. قله بگیچ که سه مایل در شمال مرکز بازدیدکنندگان بگیچ، باگز در دریاچه پورتگیج واقع شده‌است نیز به افتخار وی نامگذاری شده‌است.
در نوامبر ۲۰۱۵، هفته‌نامه سیاتل ویکلی داستانی را از روزنامه‌نگار جاناتن والکزاک، کسی که از سال ۲۰۱۲ به این سو روی سانحه‌های هوایی و رویدادهای متعاقب آن تحقیق نموده‌است، منتشر نمود تا سرنوشت پروازی که بگیچ و باگز را حمل نمود مشخص نماید. والکزاک همچنین یک پادکست [برنامه شنیداری] در مورد ناپدید شدن بگیچ ساخت که در تابستان ۲۰۲۰ در آی‌هارت‌میدیا (iHeartMedia) به نشر رسید. این پادکست تحت نام ناپدید شدن در آلاسکا، روی این ایده متمرکز بود که رئیس اف‌بی‌آی جی. ادگار هوور یا مافیای توسان، هیل باگز را ترور نموده بود.

## زندگی شخصی
بگیچ شش فرزند داشت: نیک جونیور، مارک، نیشیل، تام، استیفنی و پال. مارک به عنوان عضو مجلس بخش انکوریج انتخاب گردید، بعدتر شهردار شهر شده و، با حاشیه اندک، به عنوان سناتور ایالات متحده از آلاسکا انتخاب گردید. متصدی تد استیونز، پس از اینکه در اثر تحقیقات فساد سیاسی آلاسکا بازداشت گردید، تنها هشت روز قبل از انتخابات ۲۰۰۸ متهم به هفت جنایت شده و مجرم شناخته شد. استیونز تنها سناتور از حزب جمهوری‌خواه بود که طویل‌ترین دوران خدمت در مجلس سنای ایالات متحده را داشت. وی نیز دو سال بعد در اثر سقوط یک هواگرد کوچک کشته شد، هرچند محکومیت جرمی وی هنوز به پایان نرسیده بود. مارک بگیچ در انتخابات ۲۰۱۴ مجلس سنا و همچنین چهار سال بعد در رقابت برای رسیدن به کرسی فرماندار آلاسکا در ۲۰۱۸ میلادی، ناکام شد.
پسر وی تام در انتخابات مقدماتی دموکرات‌ها در ۲۰۱۶ میلادی برای بدست آوردن کرسی مجلس سنای آلاسکا پیروز شده و در انتخابات سراسری هیچ رقیبی نداشت.
برادر نیک، جوزف بگیچ، برای ۱۸ سال به عنوان نماینده زادگاه آنها، ایولت، در مجلس نمایندگان مینه‌سوتا خدمت نمود.
بیوه نیک بگیچ، پیگی، مدت کوتاهی پس از مرگ همسر خود با یک قاتل حرفه‌ای بنام جری ماکس پاسلی از یک گروه تبهکار معروف ازدواج کرد، اما همسر وی در نهایت بخاطر اتهام قتل در ۱۹۹۴ میلادی به زندان رفت. پیگی در انتخابات‌های ۱۹۸۴ و ۱۹۸۶ میلادی برای بدست آوردن کرسی مجلس نمایندگان خود را نامزد کرد، اما از سوی متصدی دان یانگ شکست خورد. وی بعدتر بازنشسته شده و در نوادا به زندگی خود ادامه داد.